# Jean-Éric Vergne
Jean-Éric Vergne (Pontoise, 25 april 1990) is een Frans autocoureur.

## Carrière

### Formule Renault
In 2007 begon Vergne met zijn eenzitterscarrière, nadat hij de jaren daarvoor in het karting had doorgebracht. Hij begon in de Franse Formule Renault Campus, waar hij meteen kampioen werd met tien podiumplaatsen uit dertien races. Na dit resultaat werd hij een lid van het Red Bull Junior Team.
In 2008 nam Vergne deel aan zowel de Eurocup Formule Renault 2.0 en de Formule Renault 2.0 WEC, allebei voor het team SG Formula. In de Eurocup eindigde hij als zesde met één podiumplaats en in de West-Europese Cup als vierde met drie podiumplaatsen. In beide kampioenschappen was hij de beste rookie en hij won ook de Franse Formule Renault 2.0-titel, omdat hij de beste Fransman was in de West-Europese Cup.
In 2009 bleef Vergne in beide kampioenschappen rijden voor SG Formula. In beide kampioenschappen eindigde hij als tweede, allebei achter Albert Costa. In de Eurocup behaalde hij vier overwinningen, in de West-Europese Cup behaalde hij er drie.

### Formule 3
In 2010 stapte Vergne op naar het Britse Formule 3-kampioenschap voor het team Carlin Motorsport. In de eerste vierentwintig races behaalde hij twaalf overwinningen, inclusief drie overwinningen op Spa-Francorchamps. Hiermee had hij al genoeg om in de laatste zes races het kampioenschap veilig te stellen. Dit was het derde jaar op een rij dat een lid van het Red Bull Junior Team kampioen werd in de Britse Formule 3, in 2008 won Jaime Alguersuari de titel en in 2009 was dit Daniel Ricciardo.
Tijdens het seizoen nam Vergne ook deel aan de twee belangrijkste niet-kampioenschapsraces van de Formule 3, namelijk de Masters of Formula 3 en de Grand Prix van Macau. In de Masters eindigde hij als vierde en in Macau als zevende. In beide gevallen was hij de beste coureur uit het Britse kampioenschap.

### GP3
In mei 2010 werd bekend dat Vergne in de openingsronde van de GP3 Series van dat jaar mocht deelnemen voor Tech 1 Racing. De volgende race werd hij vervangen door zijn landgenoot Jim Pla omdat deze ronde samenviel met een van zijn Formule 3-races, maar een race later was hij weer terug. De rest van het seizoen werd hij echter vervangen door Daniel Juncadella.

### Formule Renault 3.5 Series
Naast zijn Formule 3-campagne zou Vergne in 2010 ook racen in de Formule Renault 3.5 Series voor SG Formula. Dit team trok zich echter een week voor de start van het seizoen terug, zodat Vergne zich volledig op de Formule 3 kon concentreren.
In juli 2010 werd bekend dat Vergne in de laatste drie raceweekenden van het seizoen Brendon Hartley mocht vervangen bij Tech 1 Racing. Hij eindigde hierin nog als achtste in het kampioenschap met vier podiumplaatsen, inclusief zijn eerste overwinning op Silverstone.
Vergne ging in 2011 het hele seizoen in de Formule Renault 3.5 Series rijden voor Carlin. Voor het laatste weekend van het seizoen stond Vergne tweede in het kampioenschap achter teamgenoot Robert Wickens. Vergne en Wickens raakten elkaar echter in de eerste ronde van de beslissende race, waardoor Wickens uitviel. Vergne kon doorgaan, maar werd later uit de race getikt door Fairuz Fauzy, waardoor Wickens met negen punten verschil het kampioenschap won.

### Formule 1
In 2011 is hij tijdens het seizoen vastgelegd als testrijder van Scuderia Toro Rosso en mocht hij tijdens de vrijdagtrainingen voor de Grands Prix van Zuid-Korea, Abu Dhabi en Brazilië plaatsnemen in plaats van een van de vaste coureurs Sébastien Buemi en Jaime Alguersuari. Hierin presteerde hij goed genoeg dat op 14 december 2011 bekend werd dat hij in 2012 aan de races mocht deelnemen voor Toro Rosso. Zijn teamgenoot werd Daniel Ricciardo, die in 2011 al elf races reed voor het team van HRT.
Op 31 oktober 2012 werd bekend dat Vergne in 2013 ook bij Toro Rosso zou blijven racen. Ricciardo bleef zijn teamgenoot. Ook in 2014 reed Vergne voor Toro Rosso, maar Daniil Kvjat werd zijn teamgenoot als vervanger van de naar Red Bull Racing vertrokken Ricciardo. Ondanks dat Vergne 22 punten scoorde tegenover acht punten voor Kvjat, werd opnieuw zijn teamgenoot verkozen om voor Red Bull te gaan rijden. Vergne verloor zijn stoeltje voor 2015 bij Toro Rosso aan Max Verstappen en Carlos Sainz jr. Na afloop van het seizoen werd hij wel bevestigd als reservecoureur bij Ferrari.

### Formule E
Nadat hij geen Formule 1-stoeltje voor 2015 wist te vinden, stapte Vergne aan het eind van 2014 over naar de Formule E, waar hij op het Punta del Este Street Circuit de zieke Franck Montagny verving bij Andretti Autosport. Voor zijn debuutrace behaalde hij meteen pole position. Sinds het 2016-17 seizoen rijdt hij bij DS Techeetah, waar hij de 2017-18 & 2018-19 titel pakte en tegelijkertijd de enige dubbele kampioen werd in Formule E's 8 seizoenen.

## Resultaten

### GP3-resultaten
- Races vetgedrukt betekent polepositie, races schuingedrukt betekent snelste ronde

| Jaar | 1         | 2          | 3       | 4       | 5         | 6          | 7       | 8       | 9       | 10      | 11      | 12      | 13      | 14      | 15      | 16      | Rang | Punten |
| ---- | --------- | ---------- | ------- | ------- | --------- | ---------- | ------- | ------- | ------- | ------- | ------- | ------- | ------- | ------- | ------- | ------- | ---- | ------ |
| 2010 | ESP FEA 5 | ESP SPR 21 | TUR FEA | TUR SPR | VAL FEA 4 | VAL SPR 17 | GBR FEA | GBR SPR | GER FEA | GER SPR | HUN FEA | HUN SPR | BEL FEA | BEL SPR | ITA FEA | ITA SPR | 17   | 9      |

### Formule 1-carrière
| Jaar/Jaren    | Team       |
| ------------- | ---------- |
| 2012 t/m 2014 | Toro Rosso |

|                       | 2012 | 2013 | 2014 | Totaal |
| --------------------- | ---- | ---- | ---- | ------ |
| Aantal races          | 20   | 19   | 19   | 58     |
| Aantal zeges          | 0    | 0    | 0    | 0      |
| Aantal pole-positions | 0    | 0    | 0    | 0      |
| Aantal snelste ronden | 0    | 0    | 0    | 0      |
| Aantal podiumplaatsen | 0    | 0    | 0    | 0      |
| Aantal WK-punten      | 16   | 13   | 22   | 51     |
| Eindstand WK          | 17   | 15   | 13   |        |

### Totale Formule 1-resultaten
| Seizoen | Inschrijving        | Chassis         | Motor                         | 1      | 2       | 3       | 4       | 5       | 6       | 7      | 8       | 9       | 10     | 11     | 12      | 13      | 14      | 15     | 16     | 17     | 18     | 19      | 20    | Pos | Punten |
| ------- | ------------------- | --------------- | ----------------------------- | ------ | ------- | ------- | ------- | ------- | ------- | ------ | ------- | ------- | ------ | ------ | ------- | ------- | ------- | ------ | ------ | ------ | ------ | ------- | ----- | --- | ------ |
| 2011    | Scuderia Toro Rosso | Toro Rosso STR6 | Ferrari 056 2.4 V8            | AUS    | MAL     | CHN     | TUR     | SPA     | MON     | CAN    | EUR     | GBR     | DUI    | HON    | BEL     | ITA     | SIN     | JPN    | KOR TC | IND    | ABU TC | BRA TC  |       | -   | -      |
| 2012    | Scuderia Toro Rosso | Toro Rosso STR7 | Ferrari 056 2.4 V8            | AUS 11 | MAL 8   | CHN 16  | BHR 14  | SPA 12  | MON 12  | CAN 15 | EUR DNF | GBR 14  | DUI 14 | HON 16 | BEL 8   | ITA DNF | SIN DNF | JPN 13 | KOR 8  | IND 15 | ABU 12 | VST DNF | BRA 8 | 17  | 16     |
| 2013    | Scuderia Toro Rosso | Toro Rosso STR8 | Ferrari 056 2.4 V8            | AUS 12 | MAL 10  | CHN 12  | BHR DNF | SPA DNF | MON 8   | CAN 6  | GBR DNF | DUI DNF | HON 12 | BEL 12 | ITA DNF | SIN 14  | KOR 18  | JPN 12 | IND 13 | ABU 17 | VST 16 | BRA 15  |       | 15  | 13     |
| 2014    | Scuderia Toro Rosso | Toro Rosso STR9 | Renault Energy F1-2014 1.6 V6 | AUS 8  | MAL DNF | BHR DNF | CHN 12  | SPA DNF | MON DNF | CAN 8  | OOS DNF | GBR 10  | DUI 13 | HON 9  | BEL 11  | ITA 13  | SIN 6   | JPN 9  | RUS 13 | VST 10 | BRA 13 | ABU 12  |       | 13  | 22     |

### Formule E-resultaten
| Seizoen | Inschrijving       | Auto                   | 1       | 2       | 3       | 4      | 5       | 6       | 7       | 8       | 9     | 10     | 11      | 12     | 13     |       |        |     | Pos | Punten |
| ------- | ------------------ | ---------------------- | ------- | ------- | ------- | ------ | ------- | ------- | ------- | ------- | ----- | ------ | ------- | ------ | ------ | ----- | ------ | --- | --- | ------ |
| 2014–15 | Andretti Autosport | Spark-Renault SRT 01E  | BEI     | PUT     | PDE 14† | BUE 6  | MIA 18† | LBH 2   | MON DNF | BER 7   | MOS 4 | LON 3  | LON 16† |        |        |       |        |     | 7   | 70     |
| 2015–16 | DS Virgin Racing   | Spark-Virgin DSV-01    | BEI 11  | PUT DNF | PDE 7   | BUE 11 | MEX 16  | LBH 13  | PAR 2   | BER 5   | LON 3 | LON 8  |         |        |        |       |        |     | 9   | 56     |
| 2016–17 | Techeetah          | Spark-Renault Z.E. 16  | HKG DNF | MAR 8   | BUE 2   | MEX 2  | MON DNF | PAR DNF | BER 8   | BER 6   | NYC 2 | NYC 8  | MTL 2   | MTL 1  |        |       |        |     | 5   | 117    |
| 2017–18 | Techeetah          | Spark-Renault Z.E. 17  | HKG 2   | HKG 4   | MAR 5   | SAN 1  | MEX 5   | PDE 1   | ROM 5   | PAR 1   | BER 3 | ZUR 10 | NYC 5   | NYC 1  |        |       |        |     | 1   | 198    |
| 2018–19 | DS Techeetah       | Spark-DS E-Tense FE 19 | ADR 2   | MAR 5   | SAN DNF | MEX 13 | HKG 13  | SYX 1   | ROM 14  | PAR 6   | MON 1 | BER 3  | BRN 1   | NYC 15 | NYC 7  |       |        |     | 1   | 136    |
| 2019-20 | DS Techeetah       | Spark-DS E-Tense FE 20 | DIR DNF | DIR 8   | SCL DNF | MEX 4  | MRK 3   | BER NC  | BER 10  | BER 3   | BER 1 | BER 18 | BER 7   |        |        |       |        |     | 3   | 86     |
| 2020-21 | DS Techeetah       | Spark-DS E-Tense FE 21 | DIR 15  | DIR 12  | RME 1   | RME 11 | VLC 9   | VLC 7   | MCO 4   | PUE DNF | PUE 8 | NYC 2  | NYC DNF | LDN 12 | LDN 12 | BER 6 | BER 11 |     | 10  | 80     |
| 2021-22 | DS Techeetah       | Spark-DS E-Tense FE 21 | DIR 8   | DIR 6   | MEX 3   | RME 4  | RME 2   | MON 3   | BER     | BER     | JAK   | VAN    | NYC     | NYC    | LDN    | LDN   | SEO    | SEO | 2*  | 75*    |

* Seizoen is nog bezig.
† Coureur is niet gefinisht in de GP, maar heeft wel 90% van de race-afstand afgelegd, waardoor hij als geklasseerd genoteerd staat.